# Изопогон аденантовидный
Изопогон аденантовидный (лат. Isopogon adenanthoides) — кустарник, вид рода Изопогон (Isopogon) семейства Протейные (Proteaceae), эндемик юго-западного региона Западной Австралии.

## Ботаническое описание
Isopogon adenanthoides — прямостоячий кустарник, который обычно вырастает примерно до 1 м в высоту и ширину с пушистыми серыми или коричневатыми веточками. Листья трёхраздельные с острыми кончиками, 10-18 мм в длину и 0,7-1 мм в ширину на черешке 2-8 мм в длину. Цветки расположены в соцветиях — сидячих цветочных головках диаметром около 40-45 мм на концах веток, каждая цветочная головка содержит до двадцати пяти гладких розовых цветков, головки с опушёнными яйцевидными обволакивающими прицветниками. Цветение происходит с июля по октябрь. Плод — опушённый орех длиной около 4 мм в общей сферической головке диаметром около 15 мм.

## Таксономия
Впервые этот вид был описан в 1855 году Карлом Мейсснером в журнале Hooker’s Journal of Botany и Kew Garden Miscellany по образцам, собранным Джеймсом Драммондом.

## Распространение и местообитание
I. adenanthoides — эндемик Западной Австралии. Растёт в кустарниках и вересковых пустошах от Энеаббы и Бадгингарры до Мура на юго-западе Западной Австралии.

## Охранный статус
Вид классифицируется Департаментом парков и дикой природы правительства Западной Австралии как «не находящийся под угрозой исчезновения».